# Карл Ганау-Горжовицский
Карл Ганау-Горжовицский, граф Шаумбургский (нем. Karl von Hanau-Hořovice; 29 ноября 1840, Кассель — 27 января 1905, Кассель) — немецкий аристократ, 3-й князь Ганау-Горжовицский.

## Биография
Карл родился 29 ноября 1840 года. Он был четвёртым сыном курфюрста Гессен-Касселя Фридриха Вильгельма I и его морганатической супруги, Гертруды Фалькенштейн. Брак его родителей был морганатическим, поэтому Карл и его братья не мог унаследовать престол государства, а также они не считались членами Гессенского дома.
В отличие от других братьев и сестёр, о судьбе Карла мало что известно. После окончания учёбы, он пошёл служить в армию Гессена. Во время Австро-прусско-итальянской войны, курфюршество Гессен, воевало на стороне Австрии, которая войну проиграла. После аннексии Гессена в 1866 году Пруссией, в отличие от отца, который уехал в Австрию, он присоединился к Прусской армии, вместе с старшим братом Морицом (1834—1889). После службы, Карл остаток жизни прожил в Касселе.
В 1902 году, после смерти его брата Вильгельма (1836—1902), Карл унаследовал замок Горжовице в Богемии, а также титул князя Ганау-Горжовицского.
Карл умер 27 января 1905 года. После его смерти, титул унаследовал его младший брат Генрих (1842—1917).

## Личная жизнь
11 ноября 1882 года он женился на графине Гермине Гроте (1859—1939). Детей у супругов не было.